# Raci
Raci (srp. Раци, mađ. Rác, Rácok, nje. Raizen, eng. Ratzians, Rascians, lat. Rasciani) je bilo ime koje su u srednjem vijeku, novom vijeku, ali i u novije vrijeme, njemačke i mađarske vlasti, kao i njihovi povjesničari koristili za označavanje južnih Slavena. U velikom dijelu se to odnosilo na Srbe, ali kad se govorilo o »katoličkim Racima«, govorilo se o Hrvatima, a u to su spadale i skupine Bugara.
Raci se počinju spominjati uz prisustvo samoupravne države kojom je kontrolirao Ivan Crni sa sjedištem u Subotici.[nedostaje izvor]
Prema Ivanu Belostencu Raci se povezuju s Vlasima ’Vlah’ tumačen latinskim izrazima ‘Valachus, Rascinus, Trax, Tracus, Thr(a)cis’. Za Belostenca bi Vlah i Rašanin (Rascianus) bili sinonimi za stanovnike antičke Trakije ili jednim dijelom naroda starih Tračkih plemena.[nedostaje izvor]
Podrijetlo imena Rac najvjerojatnije je od Raške, jer su prve seobe Srba na područje Ugarske bile još u srednjem vijeku. Budući da su Srbi u pojedinim područjima bili brojni, a jezici južnih Slavena su Mađarima svi izgledali slično, odnosno nisu ih znali razlikovati zbog velike različitosti mađarskog od slavenskih jezika, Mađari su tim imenom nazivali sve južne Slavene, što je ušlo i u povijesne dokumente. Kod podunavskih Hrvata, koji su bili integrirani u mađarsko društvo, oni su doživljavali ime Rac kao zajedničko ime svim južnim Slavenima, pa se događalo da su ga i sami dijelom prihvaćali, a nekima su vlasti to ime nametnule. Potvrda tome da su to ime prihvaćali kao općenitiju oznaku sebe kao južnih Slavena, a ne kao Srba se vidi po tome što su srpsko ime odbijali. Iz istih razloga je neprihvatljivo poistovjećivati nazive Rac i Srbin u analizi povijesnih dokumenata, niti tumačiti pojam »katolički Rac« kao »katolički Srbin«, što je česta praksa u mađarskoj i srpskoj historiografiji.
Drugu teoriju, koju historiografija uglavnom ne prihvaća, iznio je Matija Evetović. On je ime »Rac« i pridjev »racki« izveo od pridjeva »hrvatski«, sukladno pravilima govora tamošnjih bunjevačkih Hrvata hrvatski –> rvacki –> racki.
Danas se to ime održalo u toponimima, a kod Hrvata označava etničku skupinu rackih Hrvata.